# Revermont
Revermont pode se referir a:
- uma região natural
- um antigo principado soberano

## O Revermont natural
Região situada no sudoeste do Jura, o Revermont é constituído pelas primeiras elevações do Jura, de Lons-le-Saunier, ao norte, até o rio Ain, a leste e a cidade de Bourg-en-Bresse ao sul.
Pouco povoada, ela regrupa aldeias típicas cuja atividade tradicional são os vinhedos, como Treffort-Cuisiat, Jasseron, Ceyzériat ou Saint-Martin-du-Mont.
A atividade vitícola manteve-se até os dias de hoje em certos domínios do sul da região.

## O Revermont senhorial
Do ponto de vista senhorial, o Revermont, correspondendo grosso modo ao Revermont natural, era um principado soberano desde o século XI, propriedade da família Coligny.